# (3632) Grachevka
(3632) Grachevka est un astéroïde de la ceinture principale.

## Description
(3632) Grachevka est un astéroïde de la ceinture principale. Il fut découvert le 24 septembre 1976 à Naoutchnyï par Nikolaï Tchernykh. Il présente une orbite caractérisée par un demi-grand axe de 2,76 UA, une excentricité de 0,31 et une inclinaison de 6,4° par rapport à l'écliptique.

## Compléments